# Herborg

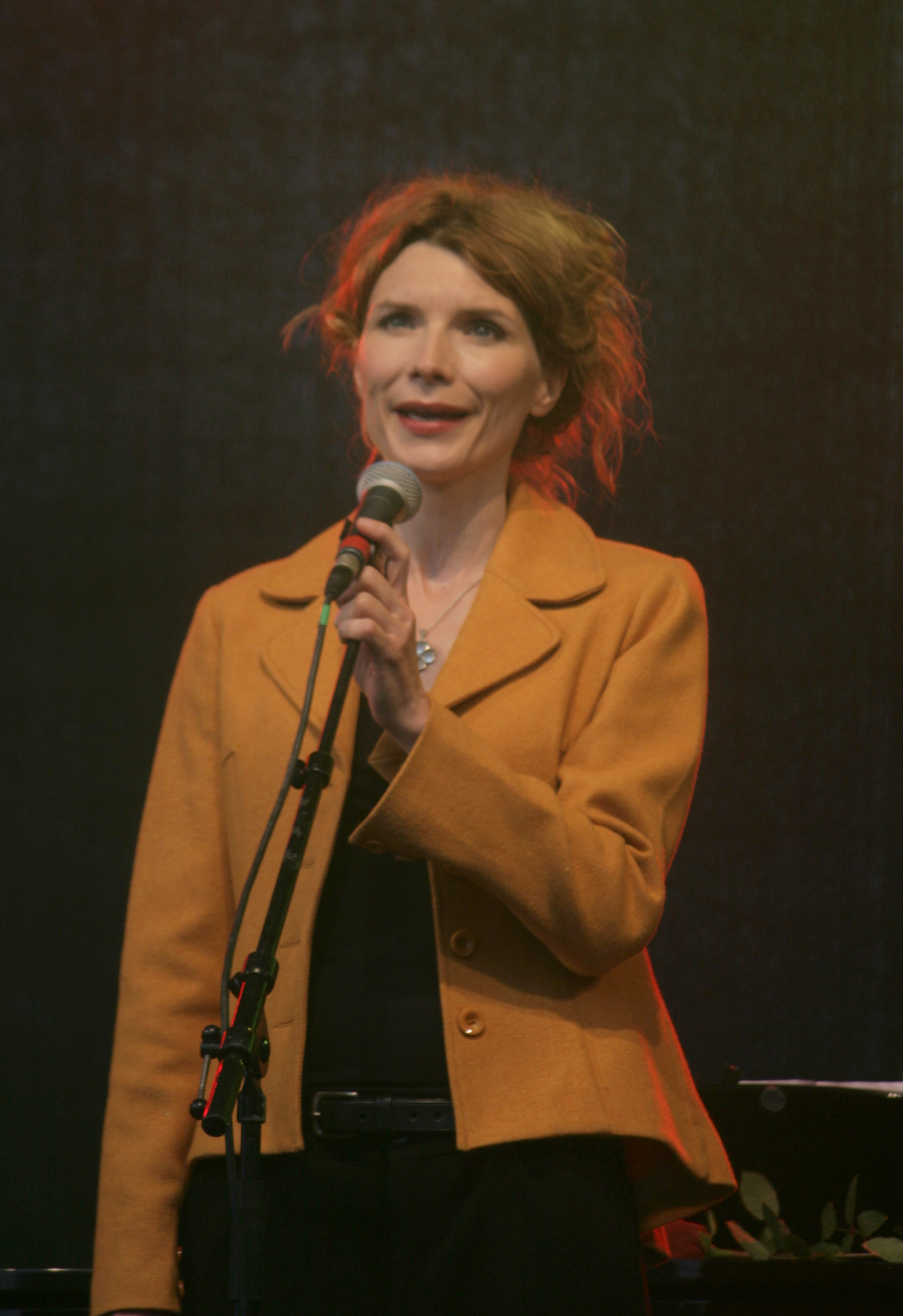
Herborg Kråkevik

Herborg är en fornsvensk form av det forntyska namnet Heriburg som är sammansatt av orden heri (krigshär) och burg (borg, beskydd). Namnet förekommer i runinskrifter och har funnits i Sverige åtminstone sedan 1000-talet.
Den 31 december 2014 fanns det totalt 11 kvinnor folkbokförda i Sverige med namnet Herborg, varav 9 bar det som tilltalsnamn.
Namnsdag: saknas

## Personer med namnet Herborg
- Herborg Kråkevik, norsk skådespelare och sångerska